# Naked Raygun
Naked Raygun ist eine Band aus Chicago, die zu Beginn der 1980er Jahre gegründet wurde und als prägend für die Punkrockszene von Illinois gilt. Bands wie Alkaline Trio und Rise Against geben Naked Raygun als wesentlichen Einfluss an; verglichen wird die Gruppe oft mit Hüsker Dü, den Buzzcocks oder auch Wire.

## Bandgeschichte
Wenige Jahre nach Gründung veröffentlichten Naked Raygun ihr erstes Album, Basement Screams über das Chicagoer Musiklabel Ruthless Records (nicht zu verwechseln mit dem Hip-Hop-Label gleichen Namens). Es sollte das einzige Album in der Urbesetzung bleiben: Gitarrist Santiago Durango war kurz vor der Veröffentlichung 1983 bei der Band Big Black des befreundeten Steve Albini eingestiegen und widmete sich von nun an ausschließlich seiner neuen Gruppe. Albini war auf Basement Screams mit Liner Notes vertreten, einige Jahre später war er wiederum an einem Naked-Raygun-Werk beteiligt, als er das Artwork von All Rise mitgestaltete. Neuer Gitarrist wurde John Haggerty, Bassist wurde Pierre Kezdy.
Nach einigen weiteren Alben stieg Haggerty 1989 ebenfalls aus, er gründete gemeinsam mit seinem Bruder Joe die Band Pegboy. Mit seinem Ersatz Bill Stephens wurde noch ein weiteres Album eingespielt, dieses gilt allgemein als schwächstes der Band. Kurze Zeit nach der Veröffentlichung des von Keith Fluffy Auerbach (u. a. auch Revolting Cocks, Ministry) produzierten Werks lösten sich Naked Raygun auf.
1999 veröffentlichte Quaterstick bzw. Touch and Go Records sämtliche Alben neu. Im selben Jahr gab es auch nach langer Zeit das erste musikalische Lebenszeichen von Jeff Pezzati, der mit seiner neuen Band The Bomb eine erste Single über sein neu gegründetes, nach dem vierten Naked-Raygun-Album Jettison benannte Label veröffentlichte. Seitdem folgten zwei Alben.
2006 fand die Band wieder zusammen und spielte einige Konzerte. 2007 folgte eine Tour mit den Swingin’ Utters, 2008 mit Hot Water Music und 2009 mit Paint It Black. Außerdem spielten Naked Raygun zwei Singles ein, die als Vinyl und Download vertrieben wurden. Für 2016 kündigte Naked Raygun ein neues Studioalbum an; mit Ausnahme des Stücks Broken Things wurden aber bis 2020 keine Aufnahmen veröffentlicht.

## Zitate mit Bezug auf Naked Raygun

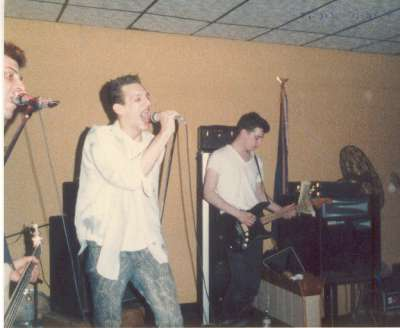
Bei einem Liveauftritt

- Matt Skiba: „In dem Interview, das wir eben gegeben haben, fragte mich die junge Dame, ob es denn so was wie einen Chicago-Sound gebe. Ich antwortete, wenn es den gibt, dann wurde er von NAKED RAYGUN und PEGBOY geprägt. Das sind die Bands, mit denen ich aufgewachsen bin, ich habe NAKED RAYGUN oft live gesehen, und wenn man uns in diese Tradition stellt, fasse ich das als großes Kompliment auf“[5]
- Douglas McCombs von Tortoise über den Hype der Chicagoer Musikszene Ende der neunziger Jahre: „Es gab in Chicago schon vorher jede Menge guter Bands, etwa BIG BLACK, NAKED RAYGUN und die EFFIGIES. Die Presse versuchte durch diese und noch ein paar andere Bands einen speziellen Chicago-Sound herbeizureden, aber eigentlich hatten diese Bands höchstens marginale Gemeinsamkeiten.“[6]

## Diskographie
In Klammern das Label

### Alben
- 1983: Basement Screems (Ruthless)
- 1985: Throb Throb (Positive)
- 1986: All Rise (Positive)
- 1988: Jettison (Caroline)
- 1989: Treason (Caroline)
- 1989: Understand? (Caroline)
- 1990: Raygun…Naked Raygun (Caroline)
- 2021: Over The Overlords (Wax Trax)

### Kompilationen
- 1997: The Last of the Demohicans (Dyslexic)
- 1999: Huge Bigness: Selected Tracks from the Collected Works, 1980-1992 (Quaterstick, Promo)
- 2001: Free Shit (Haunted Town; enthält neben 20 eigenen Stücken ein T. Rex- und ein Buzzcocks-Cover)